# Youkhari Yemichdjan
Youkhari Yemichdjan est un village de la région de Khodjaly en Azerbaïdjan. Elle compte 28 habitants en 2005.